# Android KitKat
Android „KitKat” (nazwa kodowa K w trakcie prac rozwojowych) – czwarta z kolei odsłona systemu operacyjnego Android. Została zaprezentowana 3 września 2013 roku. W KitKat po raz pierwszy udostępniono środowisko uruchomieniowe Android Runtime w wersji testowej. Jedną z nowości jest to, że aplikacje są w stanie przy użyciu API sprawdzić, czy telefon ma poniżej 512 RAM i odpowiednio zmienić pracę programu, tak aby zużywał mniej pamięci.
Podczas prac nad systemem twórcy określali go jako „Key Lime Pie”, jednak później stwierdzili, że mało osób zna to ciasto. Kiedy jeden z pracowników zaproponował nazwę KitKat, Google skontaktowało się z Nestlé i w przeciągu 2 dni podpisano umowę na wykorzystanie marki. Żadna z firm nie uzyskała z tego tytułu korzyści majątkowych.
W lutym 2017 21,9% wszystkich urządzeń łączących się ze sklepem Google Play korzystało z systemu Android w wersji 4.4.